# جون فريدريكسن
جون فريدريكسن (بالنرويجية البوكمول: John Fredriksen)‏ (باليونانية: Τζον Φρέντρικσεν)‏ هو شخصية أعمال ورائد أعمال قبرصي ونرويجي، ولد في 10 مايو 1944 في أوسلو في النرويج.